# Straža na Gori
Straža na Gori je razloženo naselje v Občini Šentjur. Naselje se nahaja na severozahodnem obrobju Voglajnskega gričevja, nad Dramljami, na pobočju in slemenu griča Kogla (403 m.n.m.). Skozi naselje poteka  novo asfaltirana  regionalna cesta (2022), ki čez gričevje povezuje Dramlje v občini Šentjur in Stare Slemene (Žičko Kartuzijo) v občini Slovenske Konjice. Na prisojnih legah je precej vinogradov. Nekatere zidanice lastniki preurejajo v počitniške hišice, precej pa je tudi novih.